# 요시무라 타마오
요시무라 타마오(일본어: 吉村 玉緒, 1975년 11월 14일 ~ )는 일본의 배우이다.

## 출연작

### TV 드라마
- 2001년 ~ 2001년 미래전대 타임레인저 - 모리랴마 호나미 역